# Pan Tadeáš
Pan Tadeáš čili poslední nájezd na Litvě, polsky Pan Tadeusz, czyli Ostatni zajazd na Litwie, je básnický epos Adama Mickiewicze, který ho napsal v emigraci ve Francii. Prvně vyšel 28. června 1834 v Paříži. Často je označován za polský národní epos, vrchol romantismu v polské literatuře a poslední velký veršovaný epos evropské literatury. Je rozčleněn na dvanáct zpěvů. Je psán alexandrínem.
Děj je umístěn do malého šlechtického sídla v Litvě (dnes Bělorusko), v básníkově rodném kraji. Odehrává se v letech 1811–1812, přesněji je zobrazeno pět dní roku 1811 a jeden den roku 1812. Má několik rovin, jednou z nich jsou „velké dějiny“, snaha Poláků o obnovení vlastního státu pod Napoleonovou ochranou (Varšavské knížectví). Přestože jde o osvobození z ruské nadvlády, vyhnul se Mickiewicz protiruskému postoji (sám měl na ruskou kulturu silné vazby, zejm. na děkabristy a Puškina). Další rovinou textu je milostný vztah a také spor mezi dvěma šlechtickými rody Horešků a Sopliců. Významná je postava mnicha Robáka, v němž Mickiewicz zobrazil, krom jiného, přechod od staré polské identity k nové - k modernímu nacionalismu. Důraz Mickiewicz též klade na spojení boje nacionálního s bojem sociálním (vzpoura sedláků).
Hlavní dějová linka je klasicky romantická: mladý šlechtic Tadeáš z rodu Sopliců se zamiluje nejprve do Telimeny z rodu Horešků a posléze do její schovanky Zošky. Protože oba rody jsou znepřáteleny, vyvolá jeho láska nový konflikt. Tadeášovi hrozí zatčení ruskými úřady, musí prchnout a přidá se k Napoleonově armádě. Významnou epizodou v knize je lov, při němž zachrání Tadeáše před medvědem mnich Robák. V závěru knihy se ukazuje, že mnich byl ve skutečnosti Tadeášovým otcem, a že to byl právě Robák, který v minulosti zapříčinil nenávist dvou rodů, když zabil jednoho z příslušníků rodu Horešků, který mu nechtěl dát svou dceru. Příběh končí šťastně, Tadeáš se vrací do vlasti, vezme si Zošku a na svém panství zruší nevolnictví.

## Filmové adaptace
- Pan Tadeusz (1928), polský němý film, režie Ryszard Ordynski.
- Pan Tadeusz (1999), polský film, režie Andrzej Wajda, v roli Tadeáše Michal Zebrowski, v roli mnicha Robáka Bogusław Linda.[2][3]

## Česká vydání
- Pan Tadeáš, čili, Poslední zájezd na Litvě, Praha: Eduard Grégr 1882. Překlad Eliška Krásnohorská.
- Pan Tadeáš, čili, Poslední zájezd na Litvě, Praha: Eduard Grégr 1892. Překlad Eliška Krásnohorská.
- Pan Tadeáš, čili, Poslední zájezd na Litvě, Praha: Jan Otto 1917. Překlad Eliška Krásnohorská.
- Pan Tadeáš, čili, Poslední zájezd na Litvě, Praha: Jan Otto 1925. Překlad Eliška Krásnohorská.
- Pan Tadeáš, čili, Poslední zájezd na Litvě, Praha: SNKLHU 1955. Překlad Eliška Krásnohorská.
- Pan Tadeáš čili Poslední nájezd na Litvě, Praha: Odeon 1969. Překlad Erich Sojka.